# Reglamentacja
Reglamentacja – wprowadzone czasowo lub na stałe ograniczenie wolnego obrotu pewnymi dobrami lub towarami, spowodowane przeważnie niedostatkiem tych dóbr lub towarów i koniecznością ich racjonowania; zjawisko typowe dla gospodarki okresu wojennego i tuż po wojnie, a także, w różnych formach, dla gospodarek państw socjalistycznych.
Reglamentację określają przepisy wydane przez administrację państwową. Reglamentację wprowadzano przeważnie wraz z emisją różnego rodzaju bonów towarowych i kartek żywnościowych (po 1981), uprawniających do nabycia ściśle określonej ilości pewnego towaru. 
Reglamentacja sprzyja powstawaniu czarnego rynku.

## Przykładowe racje żywnościowe

### Niemcy i tereny okupowane podczas II wojny światowej
- Reichskarte für Urlauber (karta dla żołnierzy podczas urlopu), na 5 dni – 1,74 kg chleba, 200 g mięsa, 110 g masła, 50 g margaryny, 125 g marmolady, 150 g cukru, 40 g surogatu kawy, 30 g sera, 100 g innych produktów (Nährmittel)
- Lebensmittelkarte dla nie-Niemców dorosłych i młodzieży ponad 14 lat w Generalnym Gubernatorstwie, na sierpień 1944 – chleb 8 kg, produkty zbożowe 200 g, marmolada 500 g, kawa 125 g, cukier 300 g, 4 kupony „F” na mięso, 7 kuponów „A” (różne).

### PRL
- Kartka na mięso „M-I”, na sierpień 1989[2] – mięso 2 kg + 700 g woł., ciel. z kością + kupon rezerwa „3”
- Kartka na mięso „M-II” na sierpień 1989[2] – mięso 3 kg + 1 kg woł., ciel. z kością + 3 kupony rezerwy („5”, „6”, „M-II”)

## Reglamentacja towarów w PRL
Stosowana m.in. w Polsce w różnych okresach po 1945, dotyczyła zarówno żywności, dóbr codziennego użytku i używek (cukier, mięso, tłuszcze, słodycze, buty, środki czystości, papierosy, alkohol, kawa), jak też dóbr bardziej „luksusowych” (samochody, meble) i materiałów (np. cement, cegła, papier).

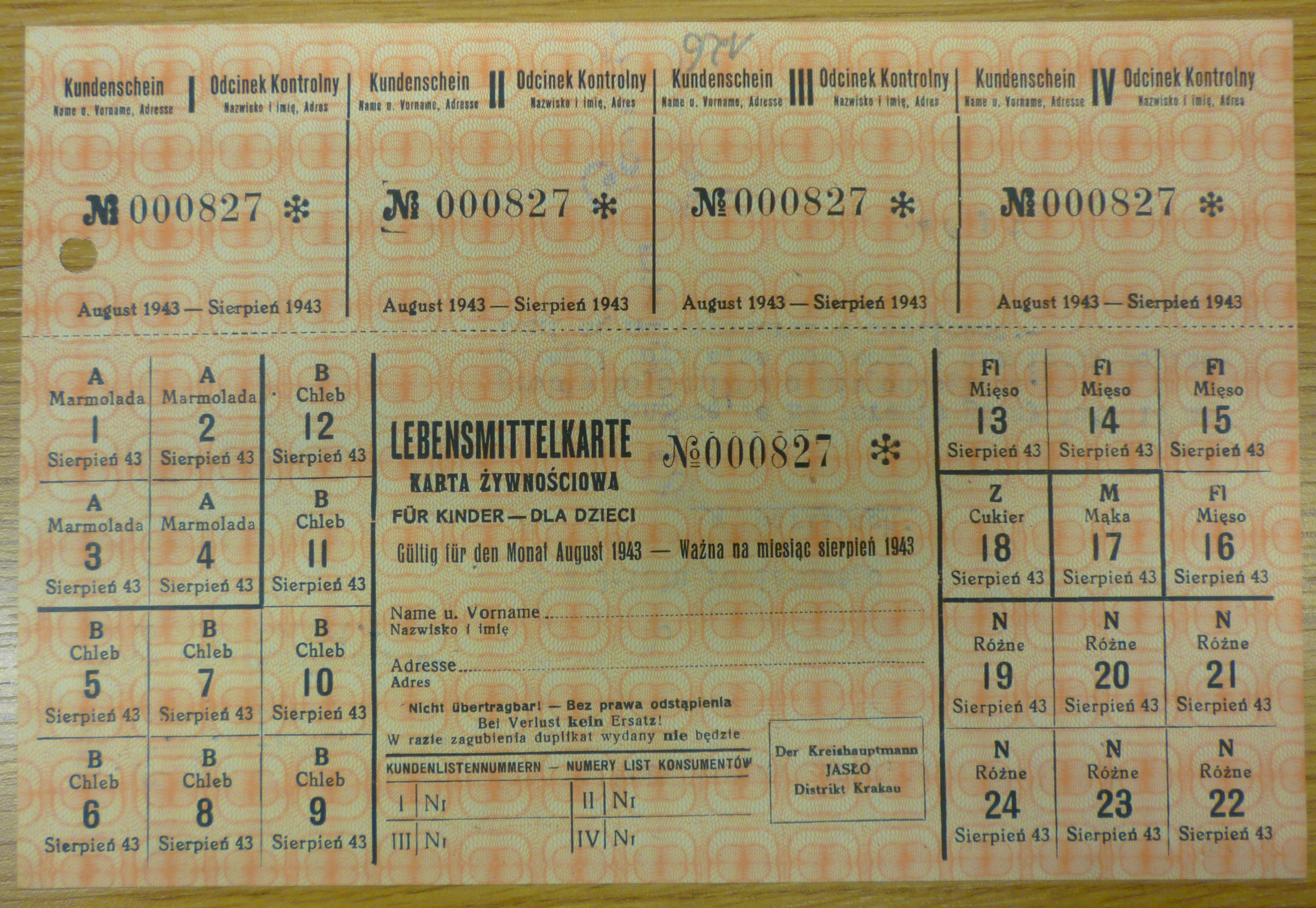
Kartka żywnościowa z okresu okupacji niemieckiej, 1943 rok
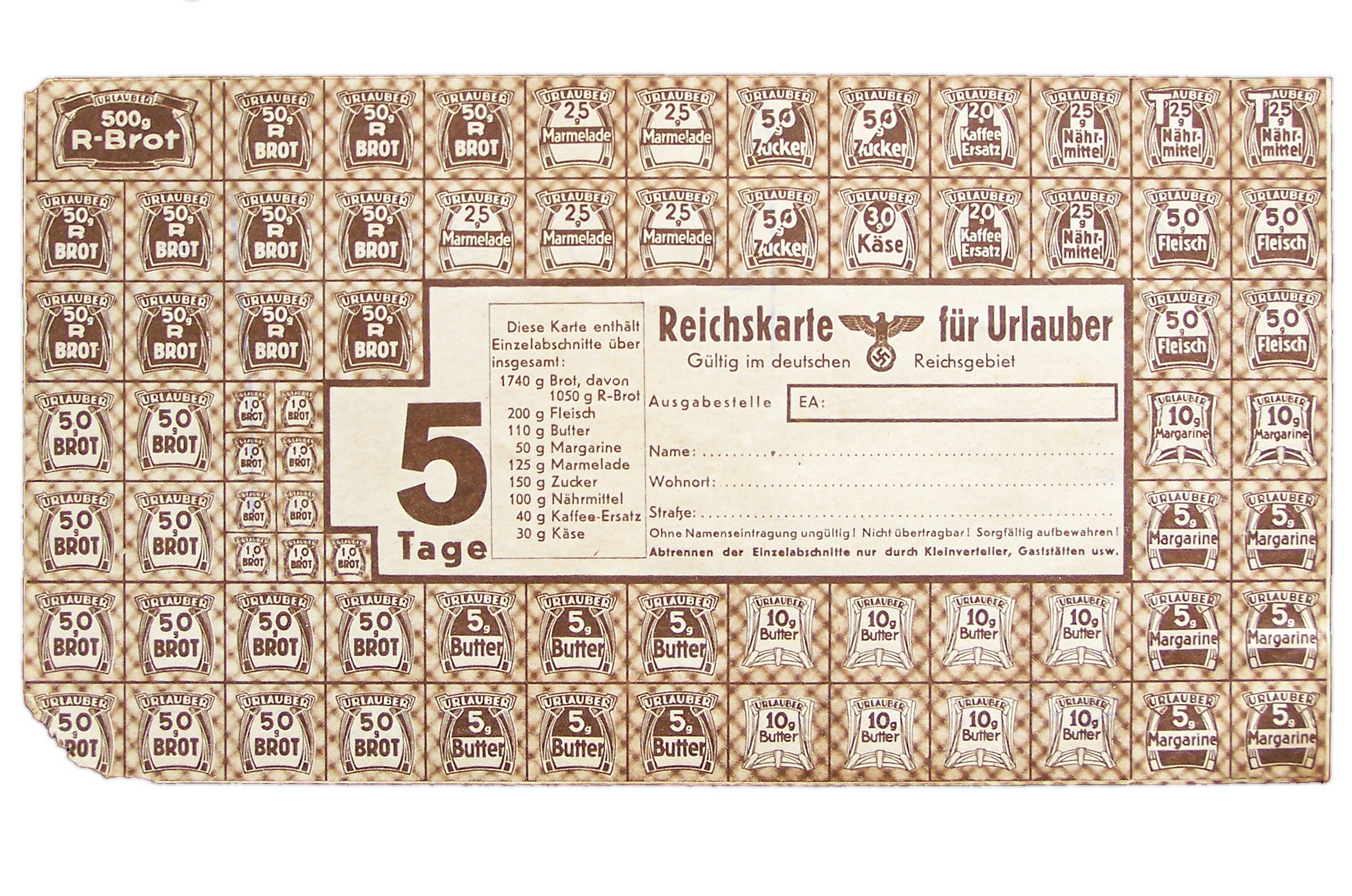
Niemiecka wojskowa kartka reglamentacyjna z okresu II wojny światowej
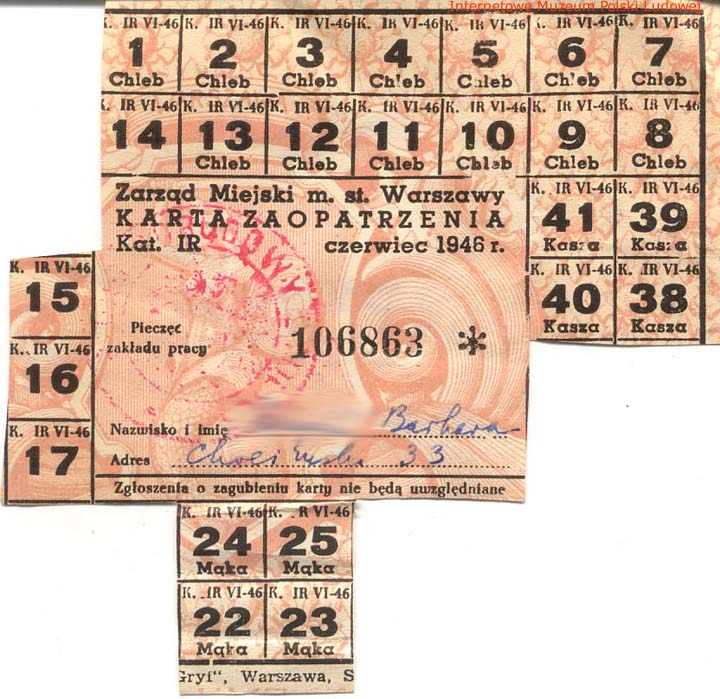
Polska kartka żywnościowa z roku 1946
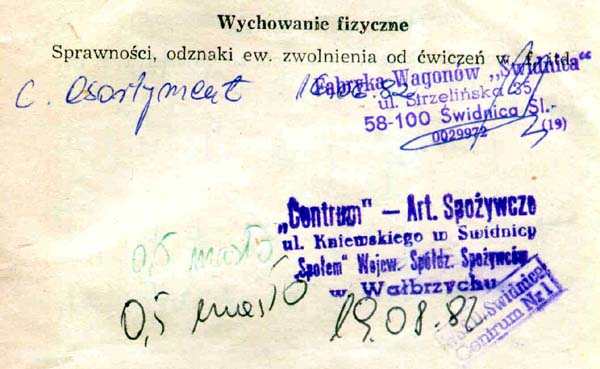
Inny sposób reglamentacji stosowany w PRL – rejestracja zakupów w książeczce zdrowia dziecka
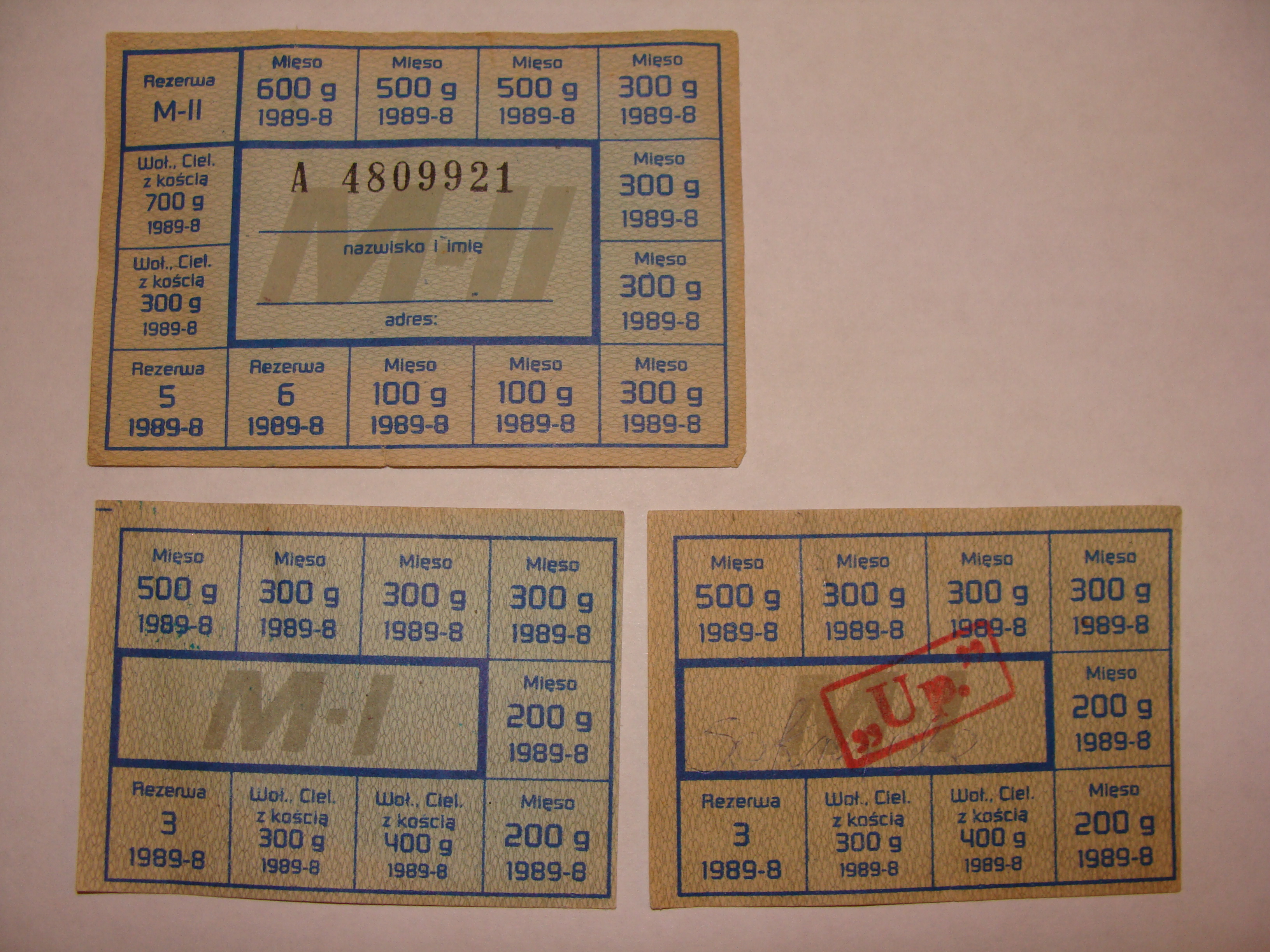
Kartki na mięso typów M-I i M-II z sierpnia 1989